# イニャツィオ・ロベルト・マリーア・マリーノ
イニャツィオ・ロベルト・マリーア・マリーノ（イタリア語: Ignazio Roberto Maria Marino、1955年3月10日 - ）は、イタリアの外科医、政治家、学者。
2006年から2013年まで元老院議員を2期（15期、16期）務め、15期には保健衛生委員会委員長、16期には国民健康サービスにおける有効性および効率性調査委員会委員長を務めた。同年6月12日から2015年10月31日までローマ市長を務めた。市長を離任した後には医学活動を再開し、トーマス・ジェファーソン大学に復帰したが、2024年に欧州緑グループ・欧州自由連盟から欧州議会議員に当選した。

## 教育
イタリアのジェノヴァにて生まれる。父はシチリア人、母はスイス人で、妹が2人いる。
ローマのサクロ・クオーレ・カトリック大学の内科外科学部で学んだ後、ケンブリッジ大学の移植センターやピッツバーグ大学のスターツル移植研究所に進み、トーマス・スターツルの指導を受けながら肝臓移植を研究した。